# Petal
Petal – miasto w Stanach Zjednoczonych, w stanie Missisipi, w hrabstwie Forrest.